# Kościół Najświętszej Marii Panny na Piasku we Wrocławiu
Kościół Najświętszej Maryi Panny na Piasku we Wrocławiu (niem. Kirche Unserer lieben Frau auf dem Sande) – klasztorny kościół pokanonicki (kanoników regularnych św. Augustyna) położony na odrzańskiej wyspie Piasek.
Łacińskie wezwanie kościoła brzmi Sancta Maria in Arena i pochodzi od kościoła św. Marii zbudowanego w miejscu dawnego cyrku w Padwie – jednak przyjęło się tłumaczyć arena na piasek, co dało w końcu nazwę wyspie.
Obecnie jest to kościół parafialny.

## Historia

### Kościół romański

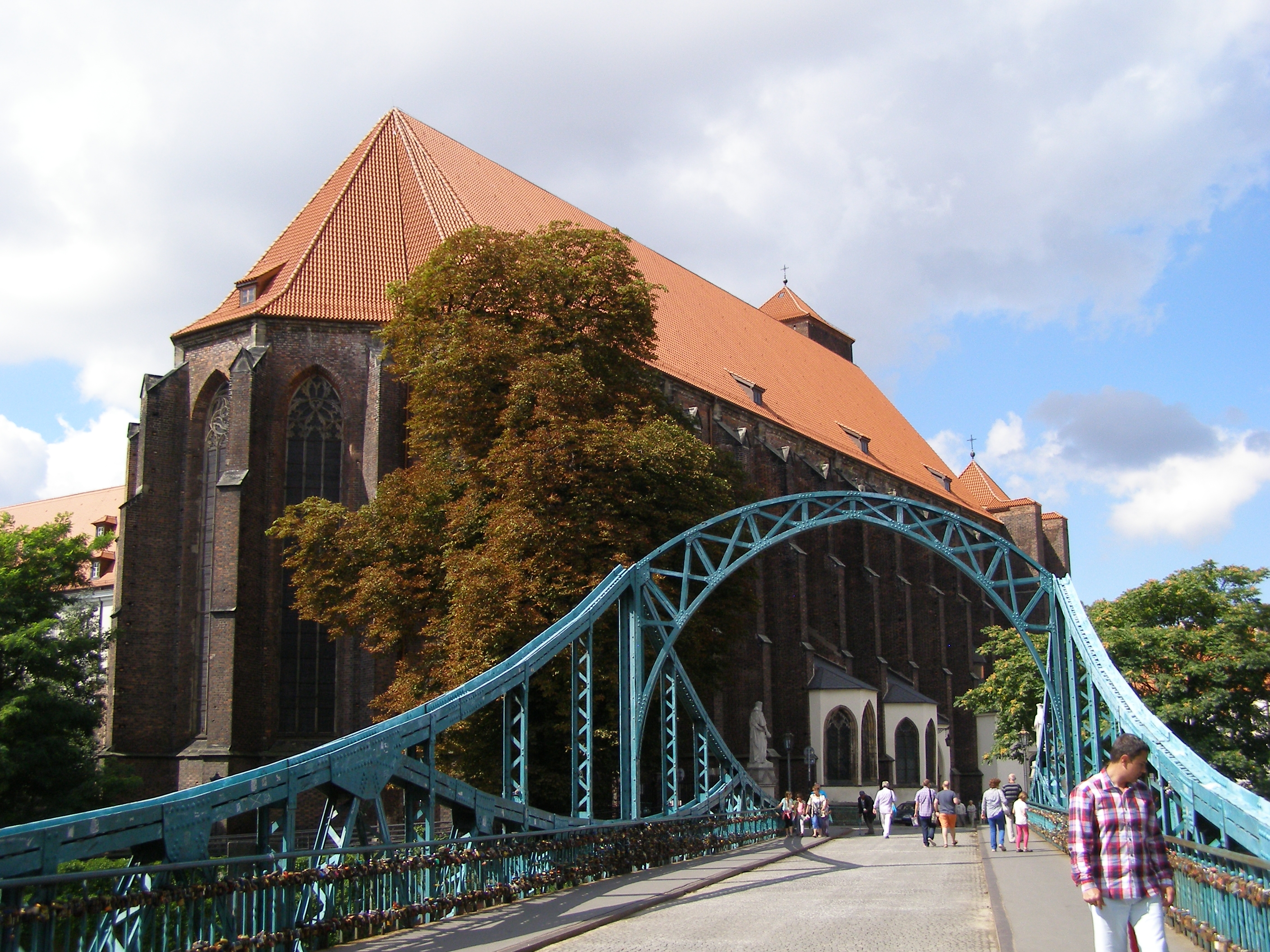
Kościół NMP i Most Tumski

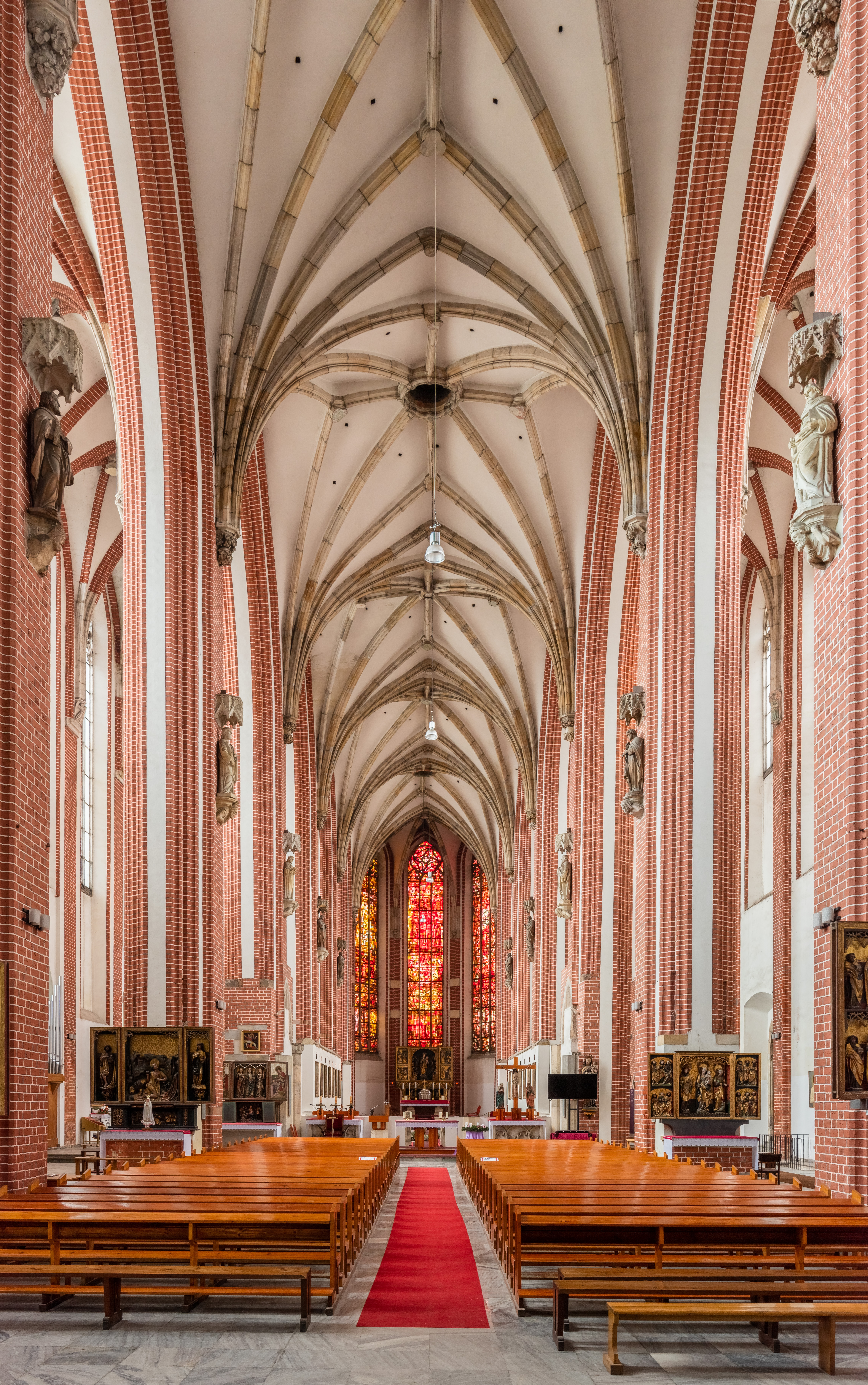
Ołtarz nawy głównej

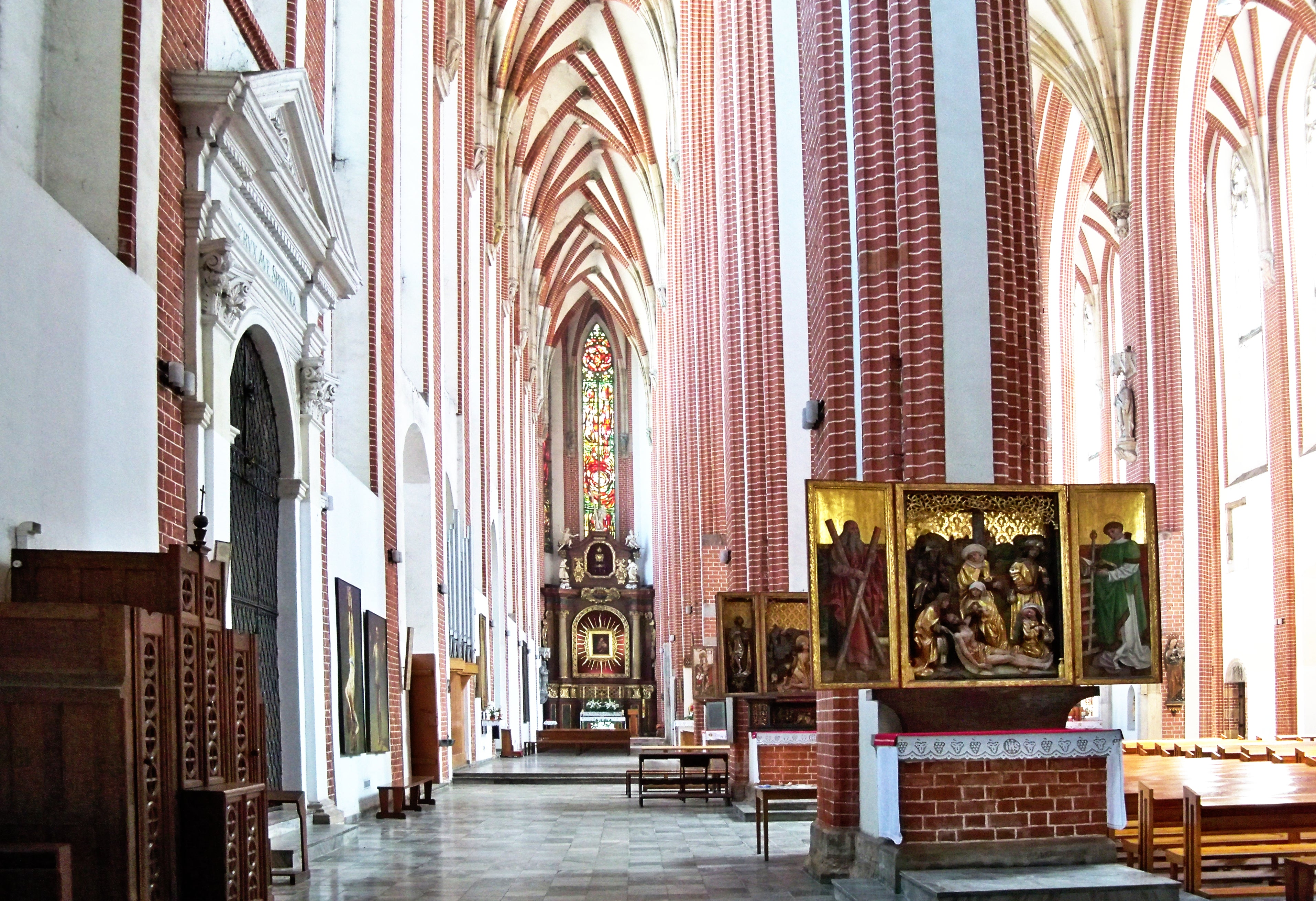
Nawa boczna - gotycki tryptyk i ołtarz

Pierwotny romański kościół i klasztor zostały prawdopodobnie ufundowane przez palatyna Piotra Włosta, jego żonę księżniczkę Marię i ich syna Świętosława w 1. połowie XII wieku i ukończone przed 1148 (wedle niektórych źródeł już w 1133). Zapewne po 1150 przybyli na Piasek kanonicy regularni. Romański kościół o długości zewnętrznej ok. 35 m był znacznie mniejszy od obecnego gotyckiego, i nieco mniejszy od powstałej w podobnym czasie katedry walterowskiej na Ostrowie Tumskim. Znajdował się w miejscu, w którym przy obecnym rzucie kościoła jest środkowa część nawy głównej i nawy południowej. Kościół zbudowany był z granitu, miał krótki transept i wydłużone prezbiterium, węższe od naw lub nawy, z kaplicami z obu stron i kryptą. Od zachodu znajdowały się dwie wieże z emporą pomiędzy nimi. Jeszcze w XIII w. wydłużono w konstrukcji ceglanej prezbiterium w kierunku wschodnim o około 10 m. W tej postaci romański kościół przetrwał zapewne do roku 1334. 

### Dawny i obecny gotycki kościół
W miejscu opisanej powyżej świątyni wzniesiono od 1334–1375 nową gotycką trójnawową halę bez transeptu m.in. według planów mistrza Pieszki. Budowę zainicjował opat Konrad z Oleśnicy, kościół został zaś konsekrowany w 1369 przez biskupa Przecława. Sklepienia wykonano w latach 1386–1395. W 1430 ukończono wieżę południową; północna pozostała nieukończona. Pierwotny gotycki hełm z galerią obronną został zastąpiony później barokowym, ten zaś spłonął jeszcze 28 lub 30 stycznia 1730 i został zastąpiony tymczasowym daszkiem namiotowym, którego forma zachowała się do dziś. W 1390 ukończono pierwszą z kaplic bocznych - Świętej Rodziny, zaś w 1666 zbudowano wedle projektu Antonio Caldina kaplicę św. Krzyża – najstarszy obiekt barokowy we Wrocławiu. W pożarze z 1730 poza hełmem spłonął dach korpusu kościoła, odbudowany w 1732. Kolejne pożary, z 1763 i 25 maja 1791 spowodowały kolejne, później odbudowywane, uszkodzenia dachu.
W czasie oblężenia Wrocławia pod koniec II wojny światowej kościół i klasztor zostały silnie zniszczone, największe zniszczenia zaszły w Wielkanoc 1945, 1 i 2 kwietnia. Rozważano pozostawienie zespołu poklasztornego w formie trwałej ruiny. Ostatecznie zostały jednak odbudowane - kościół w latach 1946–1948 i 1961–1963, według projektów Witolda Rawskiego i Edmunda Małachowicza, przy czym wnętrzu przywrócono formy gotyckie i wyposażono ołtarzami ze zniszczonych w wojnie kościołów śląskich. Dach odbudowano jako bardziej stromy niż przed zniszczeniem, rekonstruując formę sprzed pożaru z 1730. Nowoczesne witraże w kościele wykonała Teresa Maria Reklewska.

### Barokowy klasztor

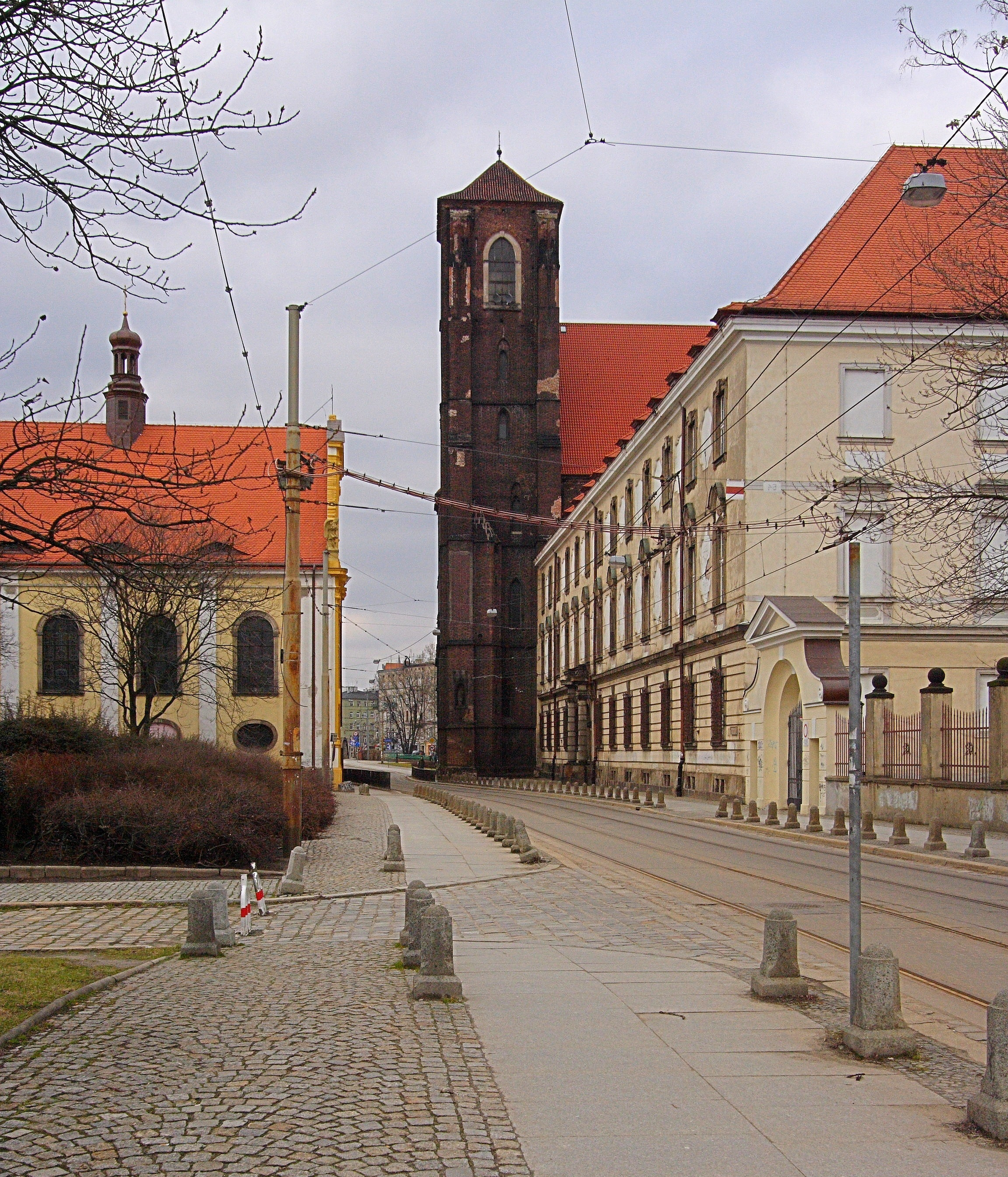
Widok z południowego brzegu Odry, przez Most Piaskowy z prawej budynek poklasztorny (obecnie Wydział Neofilologii Uniwersytetu Wrocławskiego)

Przylegający do kościoła czworobok klasztorny powstał w epoce gotyku, lecz w latach 1709–1715 za rządów opata Baltazara Seidla został przebudowany i rozbudowany w stylu barokowym. Osobne, przylegające od wschodu skrzydło dawnej biblioteki klasztornej zachowało jednak gotycki charakter do 1945. W 1632 kościół został splądrowany przez szwedzkie wojska. Po sekularyzacji zakonu w 1810 budynki klasztorne były od 1811 wykorzystywane jako biblioteka. Zniszczony w czasie wojny budynek poklasztorny został w latach 1956–1959 odbudowany pod kierownictwem Marcina Bukowskiego, skrzydło dawnej biblioteki klasztornej rozebrano jednak, m.in. w celu pozyskania gotyckiej cegły. W budynku mieścił się oddział Biblioteki Uniwersyteckiej. Od 2018 roku w dawnym klasztorze siedzibę ma Katedra Judaistyki im. Tadeusza Taubego Uniwersytetu Wrocławskiego, a od 2024 roku także wydziały Neofilologii i Komunikacji Społecznej i Mediów Uniwersytetu Wrocławskiego.
Obiekt ma status zabytku (nr rej. 35 z 26.10.1961).

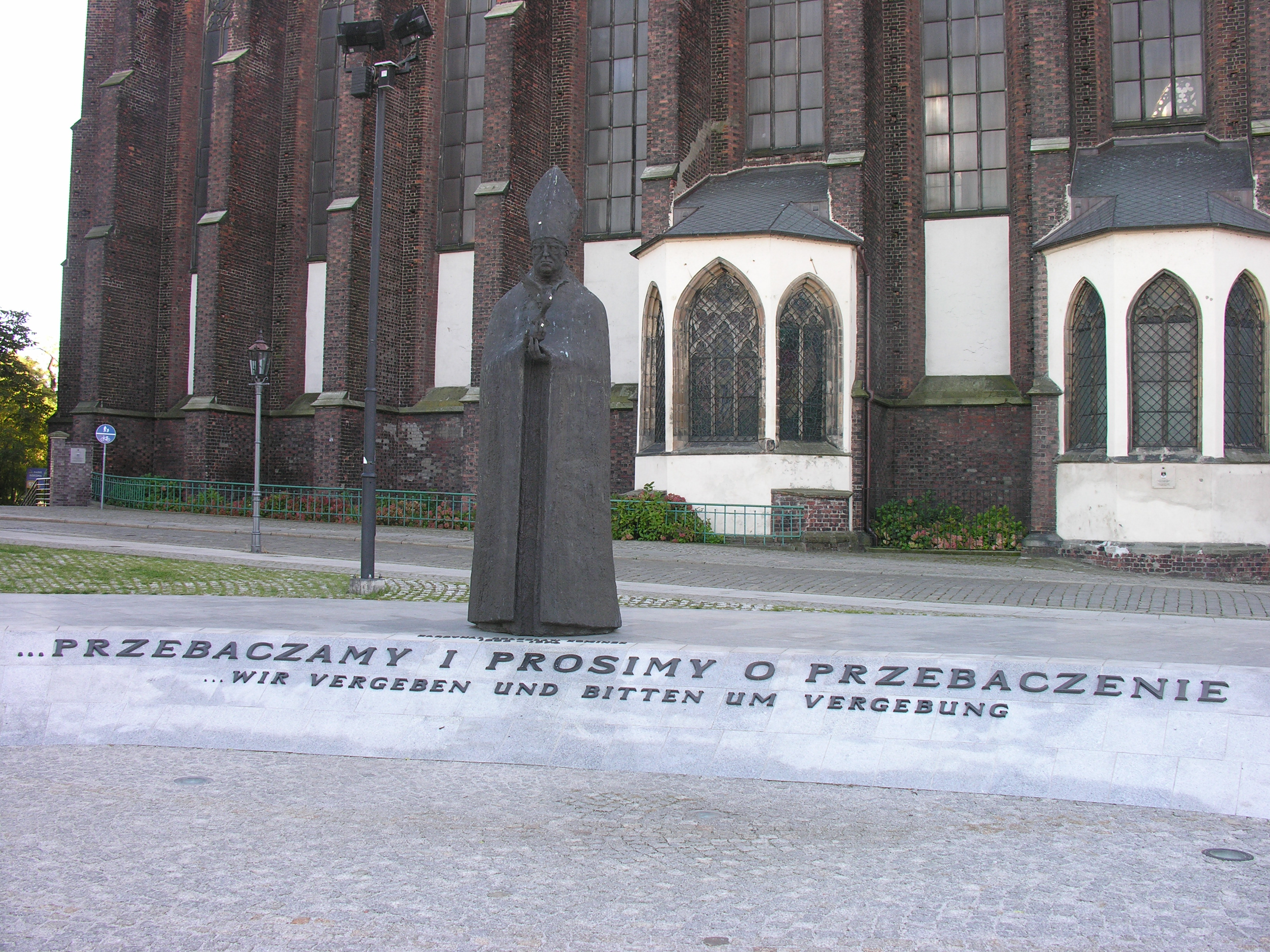
Pomnik kardynała Bolesława Kominka przed północna elewacją kościoła

## Architektura i wyposażenie

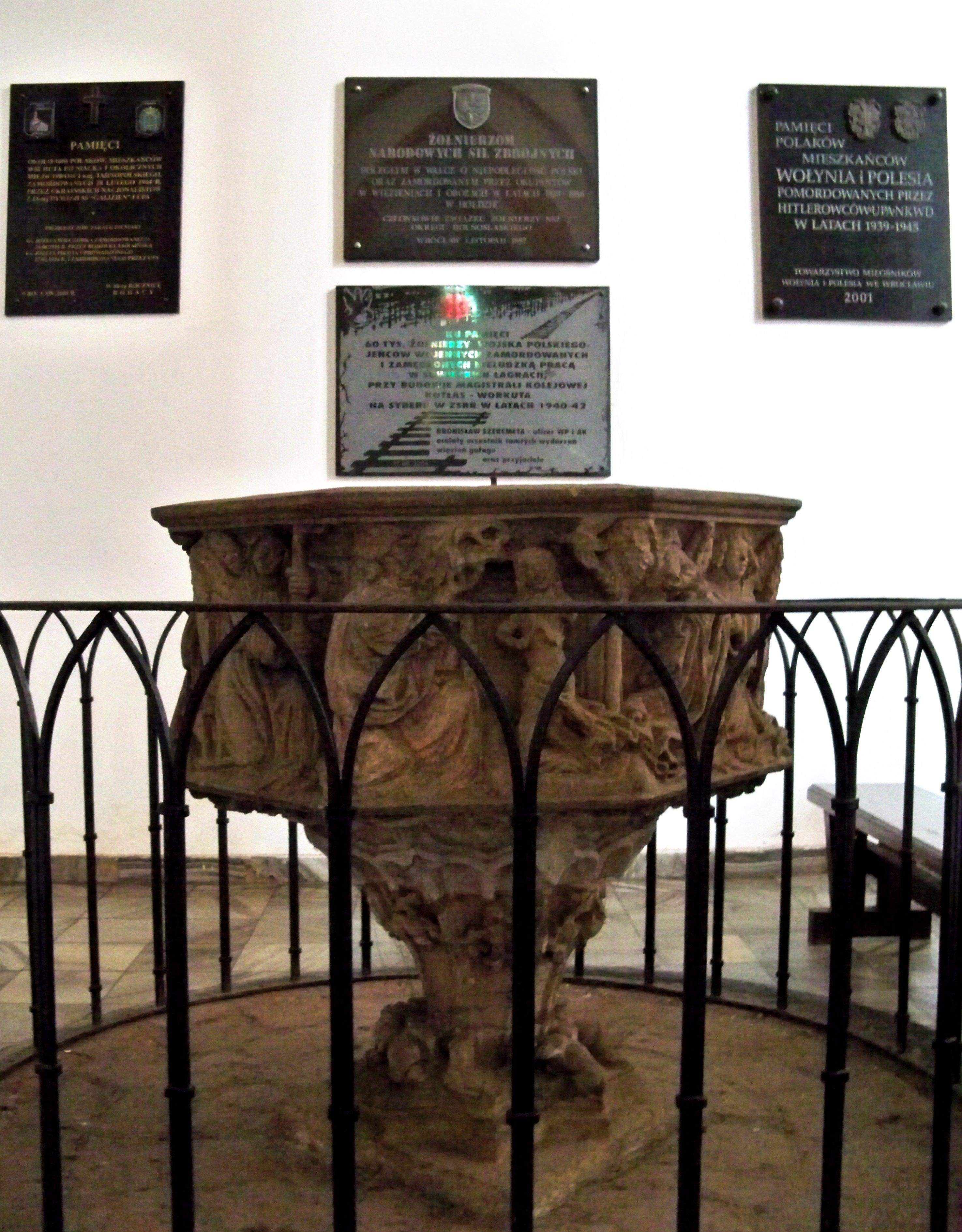
Gotycka chrzcielnica

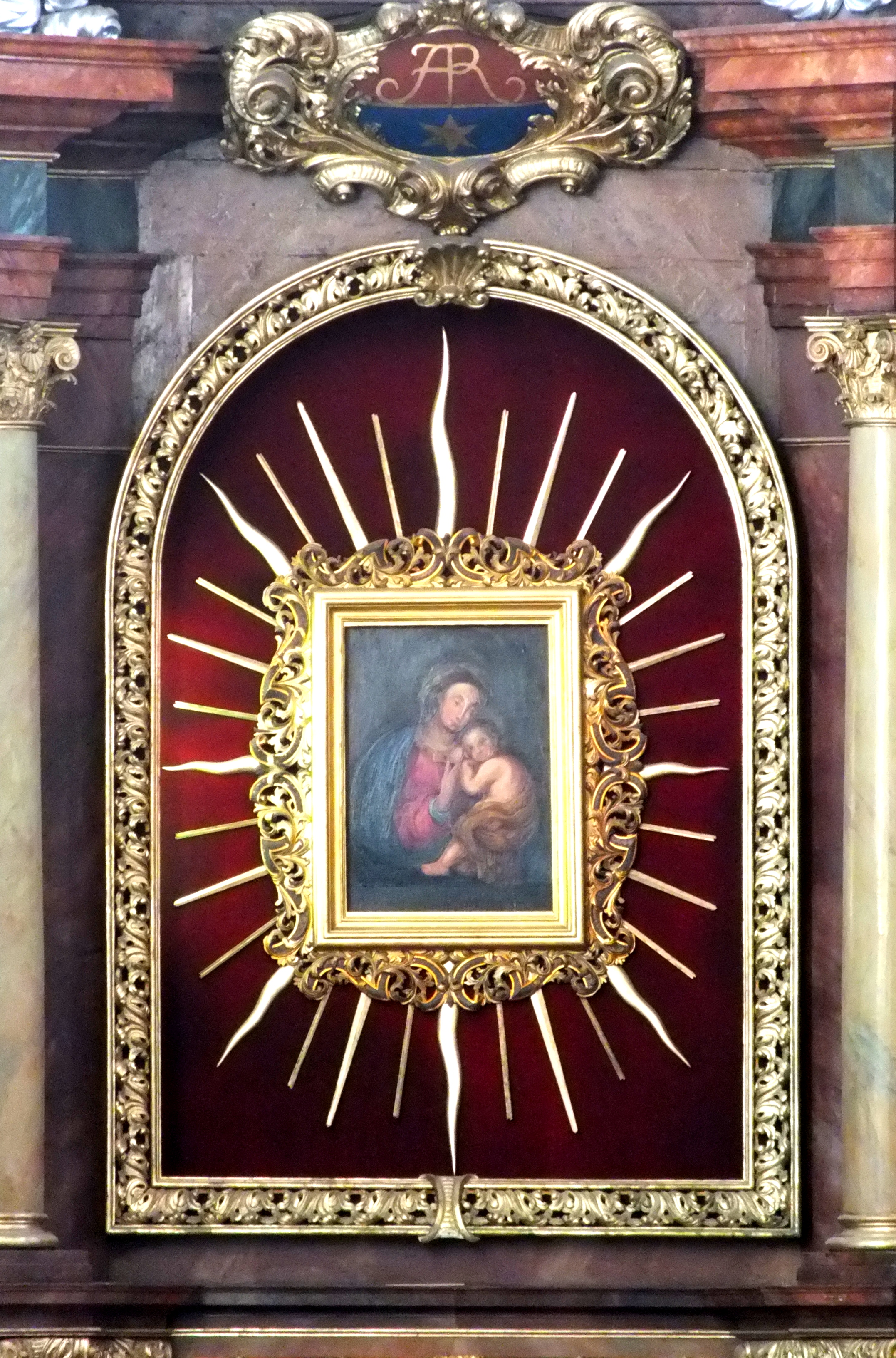
Obraz Matki Bożej Zwycięskiej z Mariampola

Architektura kościoła prezentuje formy gotyku redukcyjnego, jest zwarta i masywna. Zbudowany z cegły kościół jest halą z dwiema wieżami w elewacji zachodniej, z czego ukończono tylko południową, północna zaś nie wznosi się ponad poziom murów naw. Nie wyodrębnione w bryle prezbiterium na przedłużeniu nawy środkowej było pierwotnie oddzielone od niej przez kamienne lektorium. Od wschodu posiada ono zakończenie czworoboczne, a sięgające zakończenia prezbiterium nawy boczne są zamknięte trójbocznie. Sklepienia powstały w swoistej adaptacji systemu wiązanego. Nad nawą główną liczącą łącznie z prezbiterium i przęsłem międzywieżowym siedem przęseł zbudowano sklepienia gwiaździste, a pomiędzy wieżami sklepienie krzyżowo-żebrowe. Nawy boczne przekryte są sklepieniami trójdzielnymi o dziewięciu tarczach w każdym przęśle. Dzięki temu elewacja północna posiada gęsty rytm przypór, występujących dwa razy częściej, niż filary nawy głównej. Elewacja zachodnia jest całkowicie płaska, bez skarp, brak także szczytu. Zdobienia ograniczają się do płaskorzeźbionego portalu z takąż wimpergą. Cała świątynia liczy 78 m długości, 25 m szerokości, 23,8 m wysokości wnętrza. Do nawy południowej przylega w jej wschodniej części czteroprzęsłowa zakrystia. Trzy nawy kościoła nakryte są wspólnym dwuspadowym dachem. Kościół początkowo posiadał trzy równoległe dachy, osobne dla naw, z kamiennymi koszami pomiędzy nimi, o czym świadczą ich pozostałości odkryte w czasie przedwojennych renowacji. Wysokość kościoła do kalenicy wynosi 41 m. Wieże nakryte są daszkami namiotowymi.
Przeważająca część dawnego wyposażenia kościoła uległa zniszczeniu w 1945. Z bogatej niegdyś dekoracji malarskiej wnętrza zachowały się tylko nieliczne pozostałości. Już w 1666 usunięto witraże, osadzone niegdyś w kamiennych maswerkach - obecne witraże powstały w okresie powojennej odbudowy. W przyziemiu wieży znajduje się bogato zdobiona późnogotycka kamienna chrzcielnica z lat 1464–1472. Do kamiennego detalu architektonicznego wnętrza zaliczają się ponadto rzeźbione konsole, na których oparte są sklepienia oraz znajdujące się poniżej ustawione na dalszych konsolach pełnopostaciowe przedstawienia aniołów i proroków pod baldachimami. Z początkowej romańskiej świątyni pozostały natomiast nieliczne spolia, przede wszystkim tympanon fundacyjny umieszczony obecnie nad wejściem do zakrystii, stanowiący cenne źródło ikonograficzne. Przy filarach umieszczono liczne drewniane ołtarze pochodzące ze zniszczonych kościołów śląskich. W kościele znajduje się też barokowy (XVII wiek) obraz Matki Boskiej Zwycięskiej, przywieziony po II wojnie światowej z Mariampola k. Stanisławowa na Podolu, koronowany w 1989.
W kaplicy w przyziemiu zachodniego skrzydła budynku poklasztornego, dostępnej z południowej nawy kościoła wystawiona jest ruchoma szopka, przyciągająca przez cały rok turystów, a zwłaszcza najmłodszych. Brat Roger z Taizé prowadził w 1991 modlitwy w kościele NMP na Piasku, co upamiętnia odsłonięta 23 sierpnia 2005 tablica wmurowana w elewację.